# Olympische Winterspiele 1992/Bob
Bei den XVI. Olympischen Winterspielen 1992 in Albertville fanden zwei Wettbewerbe im Bobfahren statt. Austragungsort war die Piste de La Plagne im Wintersportort La Plagne.

## Bilanz

### Medaillenspiegel
| Platz | Land        | Gold | Silber | Bronze | Gesamt |
| ----- | ----------- | ---- | ------ | ------ | ------ |
| 1     | Schweiz     | 1    | –      | 1      | 2      |
| 2     | Österreich  | 1    | –      | –      | 1      |
| 3     | Deutschland | –    | 2      | 1      | 3      |

### Medaillengewinner
| Konkurrenz | Gold                                                           | Silber                                                   | Bronze                                                         |
| ---------- | -------------------------------------------------------------- | -------------------------------------------------------- | -------------------------------------------------------------- |
| Zweierbob  | Gustav Weder, Donat Acklin                                     | Rudi Lochner, Markus Zimmermann                          | Christoph Langen, Günther Eger                                 |
| Viererbob  | Ingo Appelt, Harald Winkler, Gerhard Haidacher, Thomas Schroll | Wolfgang Hoppe, Bogdan Musiol, Axel Kühn, René Hannemann | Gustav Weder, Donat Acklin, Lorenz Schindelholz, Curdin Morell |

## Ergebnisse
(alle Laufzeiten in Sekunden, Gesamtzeiten in Minuten)

### Zweierbob
| Platz | Land | Sportler                                       | 1. Lauf | 2. Lauf | 3. Lauf | 4. Lauf | Gesamt  |
| ----- | ---- | ---------------------------------------------- | ------- | ------- | ------- | ------- | ------- |
| 1     | SUI  | Schweiz I: Gustav Weder, Donat Acklin          | 60,49   | 60,97   | 60,84   | 60,96   | 4:03,26 |
| 2     | GER  | Deutschland I: Rudi Lochner, Markus Zimmermann | 60,69   | 61,00   | 60,90   | 60,96   | 4:03,55 |
| 3     | GER  | Deutschland II: Christoph Langen, Günther Eger | 60,33   | 61,06   | 61,14   | 61,10   | 4:03,63 |
| 4     | AUT  | Österreich I: Ingo Appelt, Thomas Schroll      | 60,33   | 61,20   | 61,18   | 61,29   | 4:03,67 |
| 5     | ITA  | Italien I: Günther Huber, Stefano Ticci        | 60,36   | 60,87   | 61,08   | 61,41   | 4:03,72 |
| 6     | GBR  | Großbritannien I: Mark Tout, Lenox Paul        | 60,49   | 61,10   | 61,44   | 61,23   | 4:03,87 |
| 7     | USA  | USA I: Brian Shimer, Herschel Walker           | 60,34   | 61,27   | 61,22   | 61,12   | 4:03,95 |
| 8     | AUT  | Österreich II: Gerhard Rainer, Thomas Bachler  | 60,46   | 60,87   | 61,09   | 61,25   | 4:04,00 |
| 9     | CAN  | Kanada II: Dennis Marineau, Chris Farstad      | 60,19   | 61,36   | 61,18   | 61,35   | 4:04,08 |
| 10    | SUI  | Schweiz II: Christian Meili, Christian Reich   | 60,23   | 61,31   | 61,44   | 61,38   | 4:04,36 |

1. und 2. Lauf: 15. Februar 1992 

3. und 4. Lauf: 16. Februar 1992
46 Bobs am Start, alle in der Wertung.

### Viererbob
| Platz | Land | Sportler                                                                              | 1. Lauf | 2. Lauf | 3. Lauf | 4. Lauf | Gesamt  |
| ----- | ---- | ------------------------------------------------------------------------------------- | ------- | ------- | ------- | ------- | ------- |
| 1     | AUT  | Österreich I: Ingo Appelt, Harald Winkler, Gerhard Haidacher, Thomas Schroll          | 57,74   | 58,85   | 58,52   | 58,79   | 3:53,90 |
| 2     | GER  | Deutschland I: Wolfgang Hoppe, Bogdan Musiol, Axel Kühn, René Hannemann               | 58,00   | 58,52   | 58,68   | 58,72   | 3:53,92 |
| 3     | SUI  | Schweiz I: Gustav Weder, Donat Acklin, Lorenz Schindelholz, Curdin Morell             | 57,97   | 58,78   | 58,59   | 58,79   | 3:54,13 |
| 4     | CAN  | Kanada I: Chris Lori, Ken Leblanc, Cal Langford, David MacEachern                     | 58,00   | 58,71   | 58,66   | 58,87   | 3:54,24 |
| 5     | SUI  | Schweiz II: Christian Meili, Bruno Gerber, Christian Reich, Gerold Löffler            | 58,15   | 58,75   | 58,59   | 58,89   | 3:54,38 |
| 6     | GER  | Deutschland II: Harald Czudaj, Tino Bonk, Axel Jang, Alexander Szelig                 | 58,54   | 58,55   | 58,62   | 58,71   | 3:54,42 |
| 7     | GBR  | Großbritannien I: Mark Tout, George Farrell, Paul Field, Lenox Paul                   | 58,49   | 58,87   | 58,73   | 58,80   | 3:54,89 |
| 8     | FRA  | Frankreich I: Christophe Flacher, Claude Dasse, Thierry Tribondeau, Gabriel Fourmigué | 58,45   | 58,79   | 58,78   | 58,89   | 3:54,91 |
| 9     | USA  | USA I: Randy Will, Joe Sawyer, Karlos Kirby, Chris Coleman                            | 58,57   | 58,71   | 58,75   | 58,89   | 3:54,92 |
| 10    | AUT  | Österreich II: Gerhard Rainer, Thomas Bachler, Carsten Nentwig, Martin Schützenauer   | 58,27   | 58,85   | 59,08   | 58,81   | 3:55,01 |

1. und 2. Lauf: 21. Februar 1992 

3. und 4. Lauf: 22. Februar 1992
1. Lauf: 1) AUT I 57,74; 2) SUI I 57,97; 3) ex aequo GER I & CAN I 58,00; 5) SUI II 58,15.

2. Lauf: 1) GER I 58,52; 2) GER II 58,55; 3) CAN 58,71; 6) SUI I 58,78; 10) AUT I 58,85.

3. Lauf: 1) AUT I 58,52; 3) ex aequo SUI I & SUI II 58,59; 6) CAN I 58,66; 7) GER I 58,68.

4. Lauf: 1) GER II 58,71; 2) GER I 58,72; 3) ex aequo AUT I & SUI I 58,79; 7 CAN I 58,87.
Nach dem ersten Lauf führte Österreich I mit 26 Hundertstelsekunden (allerdings auf SUI I), doch nach dem ersten Tag lag der Appelt-Schlitten um 7 Hundertstel hinter GER I (116,52) zurück, welches gegenüber Appelt (116,59) und Weder (116,75) den Spieß umgedreht hatte. Im dritten Lauf wieder eine Führung für Appelt (mit in Addition 175,11 zu 175,20 gegenüber Hoppe) – im 4. Lauf hatte Appelt vom 9-Hundertstel-Vorsprung zwei gerettet.
31 Bobs am Start, davon 29 in der Wertung.